# K-METAL LEAGUE
K-METAL LEAGUE（ケー-メタル・リーグ）は、KAIENTAI DOJOが開催している若手選手によるリーグ戦。

## 概要
優勝者にはメダルの授与、副賞として望みの試合を組んでもらえる。

## 2002年
日程
- 7月27日 - 8月17日

出場選手
- 優勝：十島くにお（10点）、準優勝：ヤス・ウラノ（10点）、ジョー青山（8点）、サンボ大石（6点）、石坂鉄平（6点）、旭志織（2点）、松本だいすけ（0点）

## 2003年
日程
- 8月2日 - 8月31日

出場選手
- 優勝：サンボ大石（10点）、準優勝：石坂鉄平（6点）、旭志織（6点）、DJニラ（4点）、上越たく（不明）、マイク・リーJr.（不明）

## 2004年
日程
- 7月19日 - 8月22日

出場選手
- 優勝：旭志織（4点）、準優勝：火野裕士（5点）、KAZMA（4点）、isami（3点）、稲松三郎（2点）、石川はじめ（2点）、上越たく（1点）

## 2005年
日程
- 4月24日 - 5月15日

出場選手
- 優勝：守部宣孝（SUPER CREW）（5点）、準優勝：石川はじめ（5点）、マサ高梨（DDTプロレスリング）（4点）、稲松三郎（3点）、上越たく（3点）、小幡優作（1点）、中川ともか（0点）

## 2006年
日程
- 4月29日 - 5月7日

出場選手
- 優勝：TAKUみちのく（4点）、準優勝：小幡優作（4点）、DJニラ（3点）、佐々木大輔（SUPER CREW）（2点）、ギジェルモ"チャンゴ"秋葉（プロレスリングElDorado）（1点）、バンビ（1点）

## 2007年
日程
- 4月29日 - 5月6日

出場選手
- 優勝：ランディ拓也（3点）、準優勝：梶ヤマト（3点）、滝澤大志（2点）、藤澤忠伸（1点）、ヒロ・トウナイ（1点）

## 2008年
日程
- 5月1日 - 5月6日

出場選手
- 優勝：滝澤大志（6点）、準優勝：ヒロ・トウナイ（5点）、梶ヤマト（5点）、藤澤忠伸（2点）、関根龍一（2点）

## 2009年
日程
- 4月29日 - 5月6日

出場選手
- 優勝：ランディ拓也（5点）、準優勝：ヒロ・トウナイ（5点）、河上隆一（大日本プロレス）（4点）、関根龍一（4点）、白波佑助（九州プロレス）（2点）

## 2010年
日程
- 4月29日 - 5月5日

出場選手
- 優勝：橋本和樹（大日本プロレス）（4点）、準優勝：岩虎タケト（4点）、杉浦透（DEP）（2点）、松雪真也（九州プロレス）（2点）

## 2011年（中止）
3月11日に起きた東北地方太平洋沖地震（東日本大震災）並びに福島第一原子力発電所での福島第一原子力発電所事故の影響で中止を余儀なくされる。

## 2012年
日程
- 4月28日 - 5月6日

出場選手
- 優勝：ナス晃太郎（STYLE-E）（6点）、準優勝：福田洋（ユニオンプロレス）（6点）、本田アユム（4点）、遠藤哲哉（DDTプロレスリング）（2点）、ダーイシ（ごじゃっぺプロレス）（2点）

## 2013年
日程
- 4月28日 - 5月6日

出場選手
- 優勝：タンク永井（6点）、準優勝：神谷英慶（大日本プロレス）（6点）、本田アユム（4点）、風戸大智（ユニオンプロレス）（2点）、ジョナトン・バダ（世界プロレス協会フランス支部）（2点）

## 2014年（中止）
前年に滝澤大志が起こした不祥事の影響で中止を余儀なくされる。

## 2015年
日程
- 5月2日 - 5月6日

出場選手
- 優勝：吉野コータロー（5点）、準優勝：植木嵩行（大日本プロレス）（6点）、岩崎孝樹（DDT NEW ATTITUDE）（4点）、洞口義浩（3点）、雄馬（2点）

## 2016年
日程
- 4月29日 - 5月5日

出場選手
- 優勝：吉田綾斗（6点）、準優勝：最上九（6点）、GO浅川（4点）、レッカ（新北京プロレス、DDT NEW ATTITUDE兼任所属）（4点）、野村卓矢（大日本プロレス）（0点）

## 2017年
日程
- 4月29日 - 5月7日

出場選手
- 優勝：GO浅川（6点）、準優勝：上野勇希（DDT NEW ATTITUDE）（6点）、最上九（4点）、マリーンズマスク（4代目）（2点）、飯塚優（プロレスリングHEAT-UP）（2点）

## 2018年
日程
- 4月29日 - 5月6日

出場選手
- 優勝：マリーンズマスク（4代目）（6点）、準優勝：加藤拓歩（大日本プロレス）（8点）、ケリー・シックス（フリー）（4点）、脇田真一朗（プロレス実験団GUYZ、BRAVES兼任所属）（2点）、花見達也（0点）